# Три Паші
«Три паші» (тур. Üç Paşalar) — найменування тріумвірату високопосадовців, які ефективно керували Османською імперією за часів Першої світової війни. Членами того тріумвірату були Мехмед Талаат-паша — великий візир і міністр внутрішніх справ; Ісмаїл Енвер-паша — міністр оборони, та Ахмед Джемаль-паша — міністр флоту. Значною мірою саме вони є відповідальними за вступ Османської імперії до війни 1914 року.